# Ophioglycera distorta
Ophioglycera distorta är en ringmaskart som först beskrevs av Moore 1903.  Ophioglycera distorta ingår i släktet Ophioglycera och familjen Goniadidae. Inga underarter finns listade i Catalogue of Life.